# Letnie Igrzyska Olimpijskie 1896
Letnie Igrzyska Olimpijskie 1896, oficjalnie znane jako Igrzyska I Olimpiady – wielosportowe zawody, które miały miejsce w Atenach od 6 do 15 kwietnia 1896 roku. Oficjalnego otwarcia dokonał król Grecji Jerzy. Były to pierwsze igrzyska olimpijskie od czasów starożytnych (cesarz Teodozjusz I Wielki w 393 roku wydał zakaz organizowania igrzysk, m.in. przez szerzące się wówczas pogaństwo). Ateny wybrano na gospodarza igrzysk podczas kongresu zorganizowanego w czerwcu 1894 roku w Paryżu przez francuskiego historyka i pedagoga Pierre’a de Coubertina, pomysłodawcy nowożytnej idei olimpijskiej. Na tym samym kongresie utworzono również Międzynarodowy Komitet Olimpijski, którego pierwszym przewodniczącym został Grek Dimitrios Wikielas.
Pomimo wielu problemów, m.in. krótkiego czasu na przygotowanie obiektów sportowych, późno wysyłanych zaproszeń (te wysyłano do poszczególnych krajów dopiero w grudniu 1895) czy niedostatecznego rozpropagowania imprezy (niemal 70% uczestników to Grecy), igrzyska te uznano za bardzo udane. Podczas ceremonii otwarcia igrzysk na stadionie Panathinaiko zebrało się około 80 tysięcy ludzi. W igrzyskach uczestniczyło 245 zawodników z 14 reprezentacji (zarówno liczba uczestników jak i liczba krajów jest sporna).
Najwięcej medali zdobył Hermann Weingärtner (sześć), zaś najwięcej złotych uzyskał Carl Schuhmann (cztery). Pierwszym finałem igrzysk był trójskok mężczyzn, w którym najlepszy okazał się Amerykanin James Connolly, który wyprzedził Francuza Alexandre’a Tuffèri i Greka Joanisa Persakisa. W igrzyskach mogli startować niemal wyłącznie amatorzy. Jedyną konkurencją przeznaczoną dla zawodowców był floret (szermierka). Wystąpiło tylko dwóch zawodników, a wygrał Grek Leonidas Pirgos, który został pierwszym od czasów starożytnych greckim mistrzem olimpijskim. W klasyfikacji drużynowej zwyciężyli Amerykanie, którzy zdobyli 11 złotych, 7 srebrnych i dwa brązowe medale. Gospodarze zajęli drugie miejsce, zdobywając 10 złotych, 17 srebrnych i 19 brązowych medali.
Rywalizowano w dziewięciu dyscyplinach: gimnastyce, kolarstwie, lekkoatletyce, pływaniu, podnoszeniu ciężarów, strzelectwie, szermierce, tenisie i zapasach.
Po zakończeniu igrzysk niektórzy sportowcy byli za tym, aby igrzyska olimpijskie rozgrywać wyłącznie w Grecji. Coubertin jednak był temu przeciwny stwierdzając, że nowożytna olimpiada powinna odbywać się cyklicznie w różnych miejscach. Zgodnie z jego życzeniem drugie igrzyska miały miejsce w Paryżu, choć nie były one tak udane jak te w Atenach.

## Wskrzeszenie igrzysk
Chociaż wszystkie poprzednie inicjatywy odnowienia tradycji olimpijskiej odnosiły się do dziedzictwa antyku, pozostały wydarzeniami o znaczeniu jedynie regionalnym. Pierre de Coubertin, francuski historyk i pedagog, przekonany, że wychowanie fizyczne ma duże znaczenie dla kształtowania charakterów w procesie edukacji, również wystąpił z ideą ożywienia tradycji igrzysk olimpijskich jako zawodów międzynarodowych, także w nowych dyscyplinach nieznanych starożytnym.
W XIX wieku w Europie organizowano różne zawody sportowe, które nazywano olimpiadą. Jednak jedne z pierwszych tego typu zawodów były rozgrywane w latach 1796–1798 we Francji (Olympiade de la République), ponadto w 1834 i 1836 odbyły się igrzyska skandynawskie. Coubertin zainspirowany pomysłem Williama Penny’ego Brookesa, przedstawił propozycję zorganizowania międzynarodowej imprezy sportowej na wzór starożytnych igrzysk olimpijskich, złożonej z kilku dyscyplin. W 1890 opublikował artykuł w miesięczniku La Revue Athletic o lokalnych zawodach na wzór olimpiady, zaaranżowanych przez W.P. Brookesa, mających miejsce po raz pierwszy w 1850 roku w miejscowości Much Wenlock, obejmujących m.in. takie dyscypliny jak krykiet, quoits i piłka nożna (zawody te rozgrywano później regularnie i przetrwały do dzisiaj).
Coubertin za przykład wziął również zawody sportowe, organizowane przez filantropa i biznesmena Ewangelosa Zapasa w latach 1859, 1870 i 1875. Podczas olimpiady Zapasa w 1870, na stadionie Panathinaiko zgromadziło się 30 tysięcy widzów. Igrzyska w Atenach zostały sfinansowane przez Ewangelosa Zapasa i jego kuzyna Konstandinosa, a także przez Jeorjosa Awerofa, który na prośbę księcia Konstantyna przeznaczył pieniądze na drugą renowację stadionu Panathinaiko; pierwsza miała miejsce w 1856 dzięki pomocy finansowej Ewangelosa Zapasa.

Z głębokim szacunkiem dla barona de Coubertina, ślę jemu i członkom Kongresu szczere podziękowania i najlepsze życzenia w związku z odrodzeniem igrzysk olimpijskich.

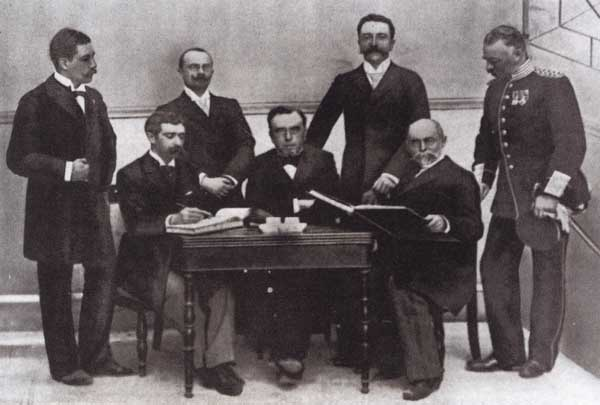
Członkowie Międzynarodowego Komitetu Olimpijskiego, Ateny, dnia 10 kwietnia 1896. Siedzą od lewej: Pierre de Coubertin (Francja), Dimitrios Wikielas (Grecja) – przewodniczący MKOl, gen. Aleksiej D. Butovski (Rosja); stoją od lewej: dr Karl August Willibald Gebhardt (Niemcy), Jiří Stanislav Guth-Jarkovský (Czechy), Ferenc Kemény (Węgry), gen. Viktor Gustaf Balck (Szwecja)

25 listopada 1892, z okazji 5. rocznicy powstania Union des sociétés françaises de sports athlétiques (Związków francuskich towarzystw sportów atletycznych), baron de Coubertin zgromadził w wielkim amfiteatrze paryskiej Sorbony szereg osobistości ówczesnego życia intelektualnego Francji, by opowiedzieć o swoich ambicjach w zakresie nadania wychowaniu fizycznemu większego znaczenia we francuskim szkolnictwie. Swoją mowę zakończył płomiennym wezwaniem do odnowienia tradycji antycznych igrzysk olimpijskich. Zgromadzeni politycy i artyści przyjęli koncepcję Coubertina przychylnie, co pozwoliło następnie konkretyzować i wprowadzić w życie jego plany.
Francja podtrzymała swoje zamiary zaangażowania się w organizację nowej olimpiady w czasie kongresu olimpijskiego zorganizowanego na Sorbonie od 18 do 23 czerwca 1894. W czasie kongresu ostatnim przedyskutowanym tematem była organizacja igrzysk – zamiar ten zyskał jednogłośne poparcie zgromadzonych ostatniego dnia obrad. Od pierwszego dnia na kongresie obradowało około 2000 osób. Uczestniczyło w nich 78 delegatów z 49 klubów sportowych z 13 państw. Na kongresie obecni byli m.in.: król Belgów Leopold II, książę Walii Edward i książę grecki Konstantyn, pojawić miał się także William Penny Brookes, organizator „igrzysk olimpijskich” w Much Wenlock, jednak ze względu na zły stan zdrowia nie przybył do Francji. Grecję reprezentował natomiast Dimitrios Wikielas; jemu również powierzono kierowanie komisją odpowiedzialną za dalsze prace przy organizacji igrzysk.
Przy wyborze organizatora pierwszej olimpiady brane były pod uwagę różne miasta. Pierwotnie Pierre de Coubertin chciał, by „spotkanie olimpijskie” odbyło się w 1900 w Paryżu w trakcie wystawy światowej. Inni członkowie komitetu obawiali się jednak, że długie oczekiwanie na olimpiadę sprawi, że entuzjazm dla jej organizacji wygaśnie. Dlatego też ostatecznie postanowiono zorganizować ją w 1896. Proponowane było zorganizowanie igrzysk w Londynie i w Budapeszcie, jednak po rozmowie Coubertina z Wikielasem zaproponowano, by igrzyska odbyły się w Atenach i Wikielas wysunął oficjalnie stolicę Grecji jako kandydaturę na organizację olimpiady i zyskała ona jednogłośne poparcie. Kongres sorboński z 1894 utworzył Międzynarodowy Komitet Olimpijski, a Wikielas został jego pierwszym przewodniczącym.

## Organizacja

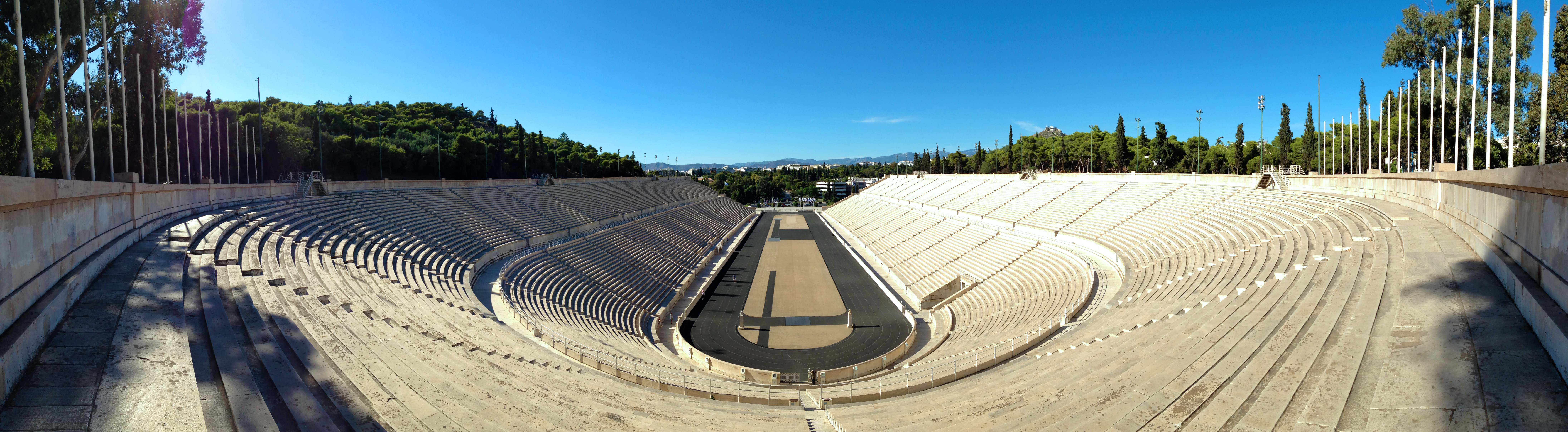
Współczesna panorama stadionu Panathinaiko

Wybór Aten na organizatora olimpiady, co miało symbolizować powrót do źródeł olimpizmu, został dobrze przyjęty przez grecką opinię publiczną i media. Coubertin potwierdził, iż król Jerzy I i książę Konstantyn obejmą honorowy patronat nad zawodami. Ten drugi miał objąć dodatkowo stanowisko honorowego przewodniczącego komitetu olimpijskiego.
Trudna sytuacja ekonomiczna i polityczna Grecji sprawiła jednak, że w kraju pojawiły się wątpliwości co do możliwości sfinansowania igrzysk. Pod koniec 1894 roku przewodniczący komitetu organizacyjnego Stefanos Skulidis wydał raport stwierdzający, iż koszt przeprowadzenia olimpiady będzie trzykrotnie wyższy niż pierwotnie zakładano i wyniesie 3,7 miliona drachm. Z powodu trudnej sytuacji finansowej państwa ówczesny premier Charilaos Trikupis, który sprawował tę funkcję na przemian z Teodorosem Dilijanisem, oraz Stefanos Dragumis, przewodniczący lokalnej federacji Zappas Olympic Comittee, podali w wątpliwość organizację igrzysk. Wówczas rząd Trikupisa wycofał się ze współfinansowania imprezy. W związku z tym komitet organizacyjny zamierzał podjąć decyzję o rezygnacji miasta z przeprowadzenia zawodów.
Coubertin utworzył w takiej sytuacji komitet organizacyjny, który w grudniu 1894 przybył do Grecji, aby rozwiązać problemy związane z wycofaniem się pierwotnych organizatorów. 7 stycznia 1895 Wikielas ogłosił, iż książę Konstantyn zostanie przewodniczącym komitetu organizacyjnego, a jego intencją było znalezienie funduszy na organizację igrzysk. Szybko jednak również w komitecie zapanował pesymizm, doszło do wewnętrznych konfliktów, które zakończyły się dymisjami części członków. Wówczas Wikielas i książę Konstantyn utworzyli Grecki Komitet Olimpijski, pierwszy w historii krajowy (narodowy) komitet olimpijski. Jego pierwszym zadaniem była zbiórka darów. Na wezwanie komitetu odpowiedziała grecka diaspora, przesyłając do Grecji łącznie 330 tys. drachm. Kolejne 400 tys. drachm zebrano w 1896 z dochodów z emisji specjalnej serii znaczków, zaś 200 tys. – ze sprzedaży biletów na zawody. Inwestycję wsparli również grecka rodzina królewska oraz biznesmen Jeorjos Awerof (na prośbę księcia), który samodzielnie sfinansował odbudowę Stadionu Panateńskiego, którego koszt renowacji wyniósł 920 tys. drachm. Wkład Awerofa umożliwił organizatorom osiągnięcie równowagi finansowej, za co został on uhonorowany pomnikiem przed stadionem. Uroczyste otwarcie areny igrzysk miało miejsce 5 kwietnia 1896, dzień przed inauguracją olimpiady.

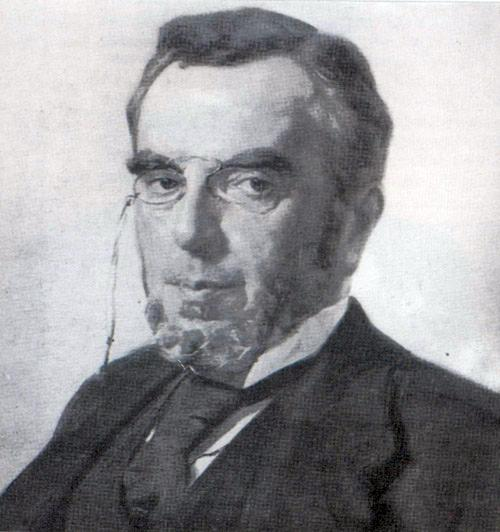
Dimitrios Wikielas, pierwszy prezydent MKOl.

Pierwszą regułą wprowadzoną przez MKOl w 1894 roku, było dopuszczenie do zawodów tylko sportowców-amatorów (z wyjątkiem szermierki). Początkowo zasady nie były jednolite, więc Komitet Organizacyjny odnosił się do istniejących przepisów powstałych we wcześniejszym okresie w związkach sportowych innych państw. Sędzią honorowym był książę Jerzy, którego autorytet według Coubertina miał mieć wpływ na właściwe podejmowanie decyzji przez sędziów.
Stadion Panathinaiko został wzniesiony ok. 330 p.n.e.. Jego odbudową kierował Grek Anastasios Metaksas (późniejszy medalista olimpijski). Stadion został zbudowany na planie podkowy, a jego trybuny niemal całkowicie pokryto marmurem. Bieżnię charakteryzowały ostre wiraże utrudniające bieganie.
Na stadionie miały odbywać się zawody w lekkoatletyce, gimnastyce, zapasach oraz podnoszeniu ciężarów. Zawody strzeleckie rozegrano na nowej strzelnicy w Kalithei, kolarskie – na Neon Phalerom Velodrome, szermiercze – w hali wystawowej Zappeion. Mecze turnieju tenisowego odbyły się w klubie tenisowym w Atenach i na arenie kolarskiej, natomiast konkurencje pływackie w zatoce Zea w Pireusie.
Udział w igrzyskach brali również sportowcy, którzy byli w Atenach przypadkiem, pracowali w ambasadzie lub przebywali na wakacjach. Uczestnicy zmuszeni byli opłacić swój pobyt (wioska olimpijska po raz pierwszy została stworzona w 1932 roku).

### Znaczki
W celu zgromadzenia funduszy na organizację olimpiady wydano specjalne znaczki promujące igrzyska, których autorem był Francuz, Louis-Eugène Mouchon. Wydano 12 znaczków o różnych wartościach.

## Dyscypliny
Organizatorzy igrzysk ustalili na spotkaniu w Atenach, w dniach 12-24 listopada 1894, listę dyscyplin sportowych, w których możliwe było zorganizowanie zawodów amatorskich. Wykaz ten został opublikowany w programie olimpiady na półtora roku przed jej rozegraniem. Na liście znalazły się następujące dyscypliny:
- lekkoatletyka: biegi, bieg maratoński
- gimnastyka: ćwiczenia indywidualne i grupowe
- szermierka: floret, szabla, szpada; zapasy
- sporty wodne: żeglarstwo, wioślarstwo, pływanie
- kolarstwo: sprint, jazda na długim dystansie
- jazda konna: konkurs konia wierzchowego
- „gry atletyczne”: tenis (na kortach trawiastych), krykiet

W programie ostatecznie znalazło się podnoszenie ciężarów oraz zapasy. Nie znalazł się za to boks, który uznano za dyscyplinę „nieszlachetną”. W oficjalnym programie znalazło się także bardzo popularne kolarstwo. Natomiast o uwzględnieniu strzelectwa zdecydował Coubertin, który sam je uprawiał. Na igrzyskach postanowiono rozegrać także zawody gimnastyczne, pływackie, wioślarskie oraz popularne w eleganckim towarzystwie żeglarstwo i tenis. Ostatecznie jednak zawody wioślarskie i żeglarskie, planowane na 14 kwietnia, zostały odwołane z powodu złych warunków pogodowych.
Chociaż jazda konna pozostawała modna w końcu XIX w., a także była pierwotnie przewidywana w programie igrzysk, ostatecznie na olimpiadzie nie odbyły się żadne zawody w tej dyscyplinie. Do programu nie włączono również żadnych gier zespołowych, gdyż uprawiający je sportowcy (np. piłkarze, rugbyści) rzadko byli amatorami. Turniej w piłce nożnej został rozegrany równolegle z olimpiadą, jednak organizatorzy nie uznali go za część programu olimpijskiego. Natomiast przewidywany turniej w krykieta nie odbył się z powodu braku chętnych do udziału. Z powodu warunków terenowych (specyfika greckiej gleby) i problemów organizacyjnych nie uwzględniono w programie turnieju polo. Nie rozegrano także zawodów w innych popularnych ówcześnie dyscyplinach, np. w golfie. Pierre de Coubertin chciał uwzględnić w programie dyscypliny nieznane w Grecji, np. łyżwiarstwo figurowe. Ostatecznie nie znalazło się ono jednak w programie zawodów.
Ostatecznie odbyły się zatem 43 turnieje w 9 dyscyplinach:
| ● | Ceremonia otwarcia | ● | Eliminacje | ● | Finały | ● | Ceremonia zamknięcia |

| Kwiecień             | 6 | 6 | 7 | 7 | 8 | 8 | 9 | 9 | 10 | 10 | 11 | 11 | 12 | 12 | 13 | 13 | 14 | 14 | 15 | 15 |
| -------------------- | - | - | - | - | - | - | - | - | -- | -- | -- | -- | -- | -- | -- | -- | -- | -- | -- | -- |
| Ceremonie            | ● | ● |   |   |   |   |   |   |    |    |    |    |    |    |    |    |    |    | ●  | ●  |
| Gimnastyka           |   |   |   |   |   |   | ● | ● | ●  | ●  |    |    |    |    |    |    |    |    |    |    |
| Kolarstwo            |   |   |   |   | ● | ● |   |   |    |    | ●  | ●  | ●  | ●  | ●  | ●  |    |    |    |    |
| Lekkoatletyka        | ● | ● | ● | ● |   |   | ● | ● | ●  | ●  |    |    |    |    |    |    |    |    |    |    |
| Podnoszenie ciężarów |   |   | ● | ● |   |   |   |   |    |    |    |    |    |    |    |    |    |    |    |    |
| Pływanie             |   |   |   |   |   |   |   |   |    |    | ●  | ●  |    |    |    |    |    |    |    |    |
| Strzelectwo          |   |   |   |   | ● | ● | ● | ● | ●  | ●  | ●  | ●  | ●  | ●  |    |    |    |    |    |    |
| Szermierka           |   |   | ● | ● |   |   | ● | ● |    |    |    |    |    |    |    |    |    |    |    |    |
| Tenis                |   |   |   |   | ● | ● | ● | ● | ●  | ●  | ●  | ●  |    |    |    |    |    |    |    |    |
| Zapasy               |   |   |   |   |   |   |   |   | ●  | ●  | ●  | ●  |    |    |    |    |    |    |    |    |

## Ceremonia otwarcia

Ceremonia otwarcia na stadionie Panathinaiko

Pierwsze nowożytne igrzyska olimpijskie zostały oficjalnie otwarte 25 marca?/6 kwietnia 1896 o godzinie 15:00. Na ten dzień przypadał Poniedziałek Wielkanocny w Kościołach prawosławnym i katolickim, a także rocznica ogłoszenia przez Grecję niepodległości. Na stadionie Panathinaiko zebrało się około 80 tysięcy widzów, w tym król Jerzy I z żoną Olgą i synami. W paradzie udział wzięli sportowcy z poszczególnych krajów. Po przemówieniu księcia Konstantego, jego ojciec dokonał oficjalnego otwarcia słowami: „Pierwsze igrzyska olimpijskie w Atenach uważam za otwarte. Niech żyje naród. Niech żyją Grecy”. Następnie 8 zespołów z 150 chórzystami odegrało hymn olimpijski, skomponowany przez Spiridona Samarasa, do słów poety Kostisa Palamasa, który został przyjęty jako oficjalny w 1958 roku.
Inne elementy ceremonii otwarcia igrzysk olimpijskich wprowadzono w późniejszym okresie. Pierwsza przysięga sportowców miała miejsce w 1920, ogień olimpijski zapłonął po raz pierwszy w 1928 podczas igrzysk olimpijskich w Amsterdamie, zaś pierwszą przysięgę sędziowie złożyli przed rozpoczęciem igrzysk w Monachium.

## Uczestnicy

### Sportowcy
Z wyjątkiem szermierki (tu rywalizowali zawodowcy, maîtres d'armes) w zawodach olimpijskich mogli brać udział jedynie sportowcy-amatorzy. Decyzja o wykluczeniu zawodowców została podjęta po ożywionej dyskusji w czasie kongresu olimpijskiego w 1894; zastanawiano się wówczas nad granicą między uprawianiem sportu zawodowo i amatorsko. Wielkim obrońcą zasady amatorstwa był Pierre de Coubertin; w imię tej zasady z olimpiady wykluczono osoby, które utrzymywały się z uprawiania sportu, w tym nauczycieli sportów, którzy otrzymywali wynagrodzenie za swoją pracę. To ograniczenie wynikało z ówczesnego pojmowania sportu we Francji. Rozróżniano tam pedagogiczną, kształcącą szlachetne postawy rolę sportu i możliwość zarobkowania na jego uprawianiu. Forsowane przez Coubertina amatorstwo olimpijczyków spotkało się z licznymi sprzeciwami.
Kobiety nie mogły brać udziału w pierwszych nowożytnych igrzyskach olimpijskich (de Coubertin był zdecydowanym przeciwnikiem udziału kobiet w igrzyskach). W proteście wobec dyskryminacji kobiet Greczynka Stamata Rewiti z Siros przebiegła niemal całą trasę maratonu w czasie ok. pięciu i pół godziny (dzień po oficjalnym biegu mężczyzn), jednak nie została wpuszczona na stadion, kiedy finiszowała. Według historyków Rewiti miała wysłać pismo do Greckiego Komitetu Olimpijskiego z podpisami świadków, by uznano jej bieg za oficjalny. Nie przetrwał jednak żaden dokument potwierdzający jej udział w maratonie, nieznane są także jej losy po zakończeniu olimpiady.
Źródła podają różne liczby sportowców uczestniczących we wszystkich zawodach. Międzynarodowy Komitet Olimpijski twierdzi, że było ich 241, jednak tylko 179 zostało zidentyfikowanych przynajmniej z nazwiska. Większość źródeł podaje 245 jako liczbę sportowców biorących udział w igrzyskach.

### Delegacje

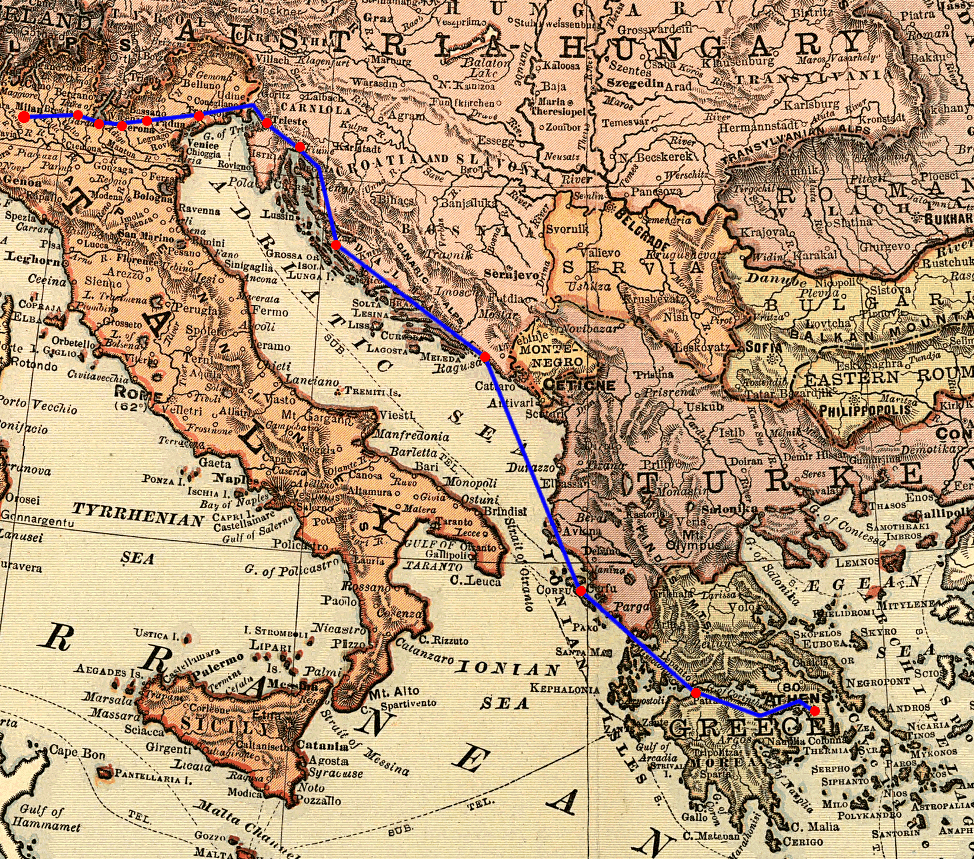
Trasa marszu maratończyka Carla Airoldiego – zdyskwalifikowanego przed rozpoczęciem zawodów Włocha, który do Aten dotarł na piechotę (fragment trasy przepłynął na statku).

Idea drużyny narodowej w czasie pierwszej nowożytnej olimpiady była całkowicie anachroniczna. Zawodnicy reprezentowali głównie kluby sportowe i zazwyczaj za swój pobyt w Atenach płacili samodzielnie. Mimo to źródła podają rezultaty zawodów z podziałem na wyniki sportowców z poszczególnych państw oraz klasyfikację medalową.
W źródłach występują różnice, jeśli chodzi o liczbę reprezentowanych państw. Według Międzynarodowego Komitetu Olimpijskiego było ich 14, jednak organizacja nie podaje, o które kraje chodzi. Najbardziej prawdopodobny jest udział krajów wymienionych poniżej, chociaż i tutaj pozostają niejasności. Część źródeł zaprzecza udziałowi Chile i Bułgarii, inne zaś wykluczają z grona uczestników sportowców włoskich. Niekiedy wśród krajów uczestniczących wymienia się niesuwerenny Egipt (pozostający pod protektoratem brytyjskim), gdyż grecki tenisista Dionisios Kasdaglis posiadał podwójne obywatelstwo.
W igrzyskach mieli startować też zawodnicy z Belgii i Rosji, jednak ostatecznie wycofali się z udziału.

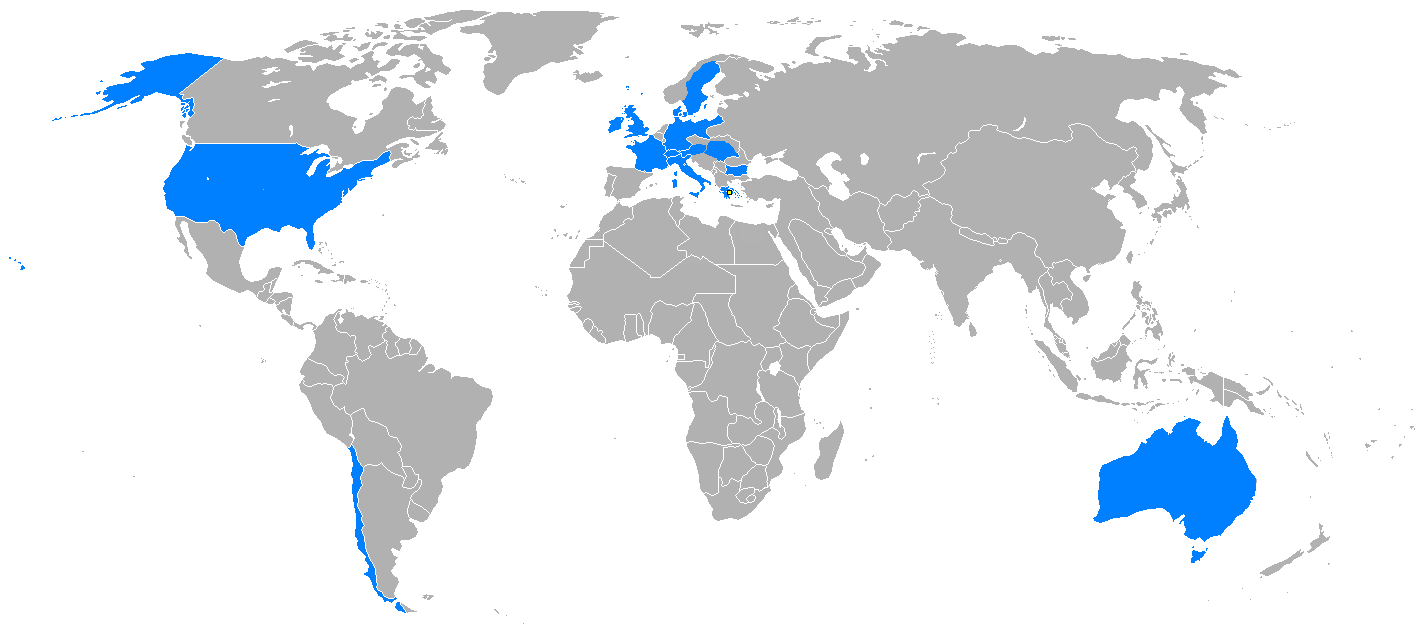
Państwa uczestniczące.

- Australia (1)[d]
- Austria (3)[e]
- Bułgaria (1)[f]
- Chile (1)[g]
- Dania (3)
- Francja (12)
- Grecja (170)[h][i][j]
- Niemcy (19)
- Stany Zjednoczone (14)
- Szwajcaria (2)[k]
- Szwecja (1)[l]
- Węgry (7)[m][n]
- Wielka Brytania (10)[o]
- Włochy (1)[p]
oraz
- Drużyna mieszana

### Zawodnicy biorący udział w większej liczbie dyscyplin
Według Billa Mallona, na igrzyskach w Atenach było 28 sportowców, którzy wystąpili w co najmniej dwóch dyscyplinach sportu. Wśród nich jest jednak 11 nieznanych z imienia i nazwiska Greków, więc poniższa tabela przedstawia 17 zawodników.
Legenda
* ATH – lekkoatletyka, CYC – kolarstwo, FEN – szermierka, GYM – gimnastyka, SHO – strzelectwo, TEN – tenis, WLT – podnoszenie ciężarów, WRE – zapasy
| Lp. | Zawodnik                | Liczba dyscyplin       |
| --- | ----------------------- | ---------------------- |
| 1   | Viggo Jensen            | 4 (ATH, GYM, SHO, WLT) |
| 2   | Carl Schuhmann          | 4 (ATH, GYM, WLT, WRE) |
| 3   | Launceston Elliot       | 4 (ATH, GYM, WLT, WRE) |
| 4   | Holger Nielsen          | 3 (ATH, FEN, SHO)      |
| 5   | Momcsilló Tapavicza     | 3 (TEN, WLT, WRE)      |
| 6   | Teddy Flack             | 2 (ATH, TEN)           |
| 7   | Adolf Schmal            | 2 (CYC, FEN)           |
| 8   | Eugen Schmidt           | 2 (ATH, SHO)           |
| 9   | Adolphe Grisel          | 2 (ATH, GYM)           |
| 10  | Albin Lermusiaux        | 2 (ATH, SHO)           |
| 11  | Fritz Hofmann           | 2 (ATH, GYM)           |
| 12  | Friedrich Traun         | 2 (ATH, TEN)           |
| 13  | George Stuart Robertson | 2 (ATH, TEN)           |
| 14  | Jeorjos Papasideris     | 2 (ATH, WLT)           |
| 15  | Aristowulos Petmezas    | 2 (GYM, SHO)           |
| 16  | Sotirios Wersis         | 2 (ATH, WLT)           |
| 17  | Henrik Sjöberg          | 2 (ATH, GYM)           |

## Przebieg zawodów

### Gimnastyka
Na zawody gimnastyczne przewidziano osiem konkurencji, które rozegrano 9 i 10 kwietnia. W zawodach wystartowało 71 zawodników z dziewięciu krajów (była to najliczniej obsadzona dyscyplina sportu na tych igrzyskach). Areną zmagań w gimnastyce był stadion Panathinaiko.
Niemcy reprezentowane były przez 11-osobowy klub gimnastyczny, których zawodnicy wygrali pięć spośród ośmiu konkurencji. W drużynowych ćwiczeniach na poręczy Niemcy nie mieli żadnych rywali i zdobyli złoto. W ćwiczeniach na drążku zwyciężył Hermann Weingärtner przed Alfredem Flatowem (który z kolei zwyciężył w ćwiczeniach na poręczy). W skokach przez konia wygrał Carl Schuhmann. W drużynowych ćwiczeniach na drążku wygrała ekipa niemiecka w składzie: Conrad Böcker, Alfred Flatow, Gustav Flatow, Georg Hillmar, Fritz Hofmann, Fritz Manteuffel, Karl Neukirch, Richard Röstel, Gustav Schuft, Carl Schuhmann, Hermann Weingärtner. Wyprzedzili oni 33-osobowy klub grecki Panellinios Gymnastikos Syllogos i 19-osobowy Ethnikos Gymnastikos Syllogos, których zawodnicy w większości są nieznani. Ponadto w ćwiczeniach na koniu z łękami zwyciężył Szwajcar Louis Zutter. Greckim reprezentantom udało się wygrać jedynie w dwóch konkurencjach. Joanis Mitropulos zwyciężył w ćwiczeniach na kółkach, a Nikolaos Andriakopulos był najlepszy we wspinaniu się po linie.

### Kolarstwo
Zawody kolarskie rozgrywano 8 oraz 11, 12 i 13 kwietnia. W sześciu konkurencjach uczestniczyło 19 zawodników z pięciu państw. Zawody rozgrywano na nowo wybudowanym Neo Phaliron Velodrome, który zbudowano specjalnie na igrzyska (zlokalizowany w pobliżu morza w Pireusie). Tor miał długość 333 ⅓  metra. Wyścig drogowy był jedyną konkurencją rozgrywaną poza stadionem. Przeprowadzono go na trasie Ateny–Maraton (kolarze pokonywali trasę tam i z powrotem) (łącznie ok. 87 km)).
W kolarstwie użyto zasad Międzynarodowego Związku Kolarskiego. W kolarstwie torowym najlepszy był Francuz Paul Masson, który zwyciężył w trzech konkurencjach (sprint, jazda indywidualna na czas i wyścig na 10 kilometrów). W wyścigu na 100 km zwyciężył rodak Massona, Léon Flameng (trzykrotny medalista z tych igrzysk), który wygrał wyścig pomimo upadku i chwilowej przerwy na trasie wyścigu, spowodowanej pomocą swojemu rywalowi Jeorjosowi Koletisowi, którego rower miał problemy techniczne. Wyścig dwunastogodzinny wygrał Austriak Adolf Schmal (trzykrotny medalista tych igrzysk), a w wyścigu drogowym zwyciężył grecki kolarz Aristidis Konstandinidis, któremu pomimo trzech upadków udało się wygrać. Do mety dojechał zresztą pożyczonym rowerem.

### Lekkoatletyka
W zawodach lekkoatletyki uczestniczyło najprawdopodobniej 64 zawodników w 12 konkurencjach, którzy reprezentowali dziesięć państw. Główną areną zawodów, które rozgrywano od 6 do 10 kwietnia, był Panathinaiko.
Lekkoatletyka była tą dyscypliną, która rozpoczęła pierwsze nowożytne igrzyska olimpijskie. Impreza rozpoczęła się 6 kwietnia eliminacjami w biegach na dystansie 100, 400 i 800 m, które w większości wygrali Amerykanie (tylko na najdłuższym dystansie eliminacje zwyciężyli przedstawiciele innych państw). Pierwszym finałem igrzysk był trójskok, wygrany przez Amerykanina Jamesa Connolly’ego wynikiem 13,71 m. Tym samym został on pierwszym mistrzem olimpijskim od czasów starożytnych. Pomimo że Grecy byli uznawani za faworytów w pchnięciu kulą i rzucie dyskiem, najlepsi greccy lekkoatleci zakończyli zawody tuż za Amerykaninem Robertem Garrettem. Punktem kulminacyjnym igrzysk był maraton, rozgrywany po raz pierwszy na dużej międzynarodowej imprezie, w którym zwyciężył nieznany dotychczas Grek Spiridon Luis, którego rodacy okrzyknęli „bohaterem narodowym”.
W pozostałych konkurencjach dominowali głównie Amerykanie; Ellery Clark wygrał w skoku wzwyż i skoku w dal, Welles Hoyt w skoku o tyczce, Thomas Curtis w biegu na 110 m przez płotki, a Tom Burke wygrał w wyścigach na 100 i 400 metrów. Tom Burke przed startami używał pozycji kucznej, uważanej wówczas za „niewygodną”. Nie przeszkodziło mu to jednak w zwycięstwie w dwóch konkurencjach. Dwa złote medale zdobył też reprezentant Australii, Teddy Flack (w biegach na 800 i 1500 m). W biegu maratońskim miało miejsce prawdopodobnie pierwsze oszustwo (i zarazem pierwszy protest) nowożytnych igrzysk olimpijskich. Węgier Gyula Kellner, który początkowo zajął czwarte miejsce, złożył protest twierdząc, iż młody grecki biegacz Spiridon Belokas przejechał krótki odcinek trasy karetą (Belokas dotarł do mety na trzecim miejscu). Ostatecznie prezes arbitrów, czyli król Jerzy, zdecydował o dyskwalifikacji Belokasa.

### Pływanie
Wszystkie cztery pływackie konkurencje rozegrano 11 kwietnia na otwartym morzu w Zatoce Zea. Startowało 19 zawodników z czterech krajów, w tym jednak sześciu nieznanych z imienia i nazwiska Greków. Około 20 tysięcy widzów oglądało zawody. Zawodnicy zmagali się z bardzo zimną wodą, której temperatura podczas zawodów wahała się od +12 do +14 °C (przy ok. +18 °C temperatury powietrza)
Wszystkie konkurencje rozegrano w stylu dowolnym. Dwukrotnym mistrzem olimpijskim w tej dyscyplinie został Węgier Alfréd Hajós, który zwyciężył w wyścigu na 100 oraz 1200 metrów. W wyścigu na 500 metrów zwycięzcą został Austriak Paul Neumann. Rozegrano też jedną nietypową konkurencję, którą był wyścig 100 metrów dla żeglarzy; wystąpić w niej mogli jednak jedynie greccy marynarze. Tylko trzech pływaków wystąpiło w tej konkurencji, a zwyciężył Joanis Malokinis. Alfréd Hajós, zapytany podczas uroczystego obiadu dla zwycięzców przez króla Grecji o to, gdzie nauczył się tak świetnie pływać, odpowiedział: „W wodzie Wasza Wysokość”.

### Podnoszenie ciężarów
Podnoszenie ciężarów rozegrano na stadionie Panathinaiko w dniu 7 kwietnia. Do zawodów przystąpiło tylko siedmiu zawodników z pięciu państw (rozegrano dwie konkurencje). Nie było podziału na kategorie wagowe.
Wpierw rozegrano podnoszenie oburącz. Zarówno Viggo Jensen jak i Launceston Elliot podnieśli ten sam ciężar: 111,5 kg. Król Jerzy I przyznał pierwsze miejsce Duńczykowi, uznając, iż podnosił ciężary w lepszym stylu. Po proteście Brytyjczyków obaj sztangiści dostali kolejną próbę poprawienia swoich wyników, żadnemu jednak nie udało się podnieść większego ciężaru i ostatecznie zwycięzcą ogłoszono Jensena. Podczas dogrywki Jensen doznał kontuzji, przez którą przegrał kolejną i zarazem ostatnią konkurencję w tej dyscyplinie na igrzyskach, czyli podnoszenie jednorącz. Brytyjczyk Elliot wygrał ze znaczną przewagą nad Jensenem (Elliot podniósł 71 kg a Jensen 57 kg). Grecka publiczność była zachwycona zwycięstwem Elliota, którego uważali za „bardzo atrakcyjnego”. Podczas zawodów miał miejsce niecodzienny incydent, kiedy król Jerzy pomógł znieść ciężar jednemu z sędziów, który sam nie był w stanie sobie z nim poradzić. Dostał za to liczne brawa od greckiej publiczności.

### Strzelectwo

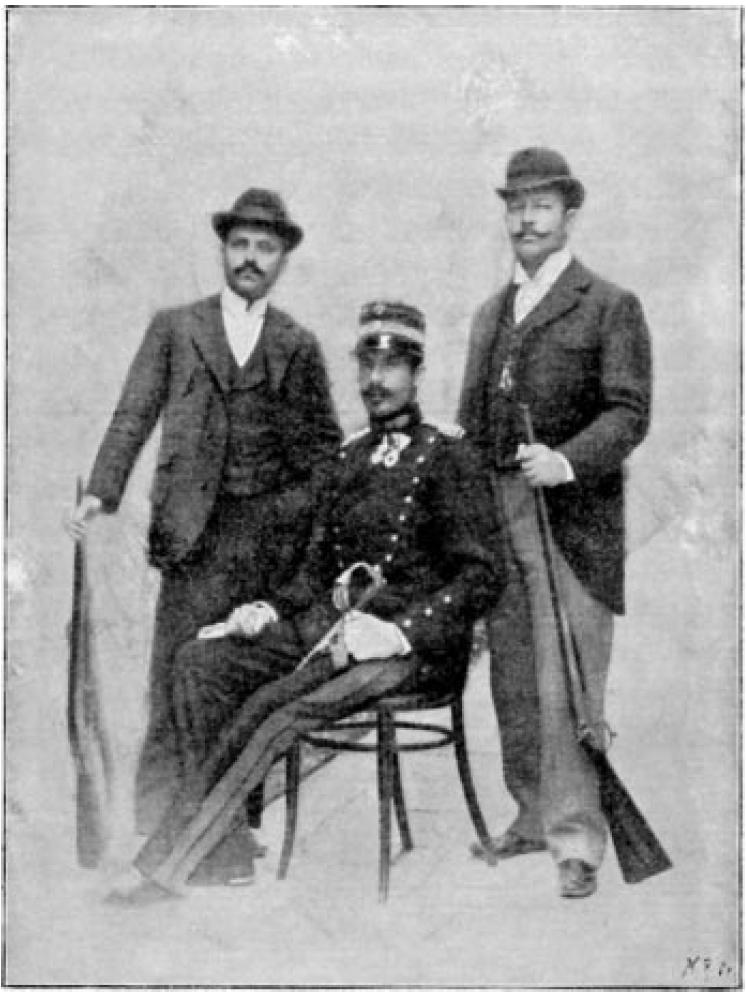
Trójka greckich mistrzów olimpijskich, od lewej: Pandelis Karasewdas, Joanis Frangudis i Jeorjos Orfanidis

Zawody strzeleckie rozgrywano od 8 do 12 kwietnia. startowało 61 zawodników z siedmiu państw. Zaplanowano pięć konkurencji (trzy pistoletowe i dwie karabinowe). Zmagania rozgrywano na strzelnicy w Kallithei – specjalnie wybudowanej na igrzyska.
Zawody rozpoczęto od eliminacji do konkurencji: karabin wojskowy, 200 metrów. Była to jedna z najlepiej obsadzonych konkurencji na igrzyskach, bowiem startowało aż 42 zawodników (jednak nazwiska 22 greckich strzelców są nieznane). Najlepsi wystąpili nazajutrz w finale, w którym całe podium zajęli greccy strzelcy, a zwyciężył Pandelis Karasewdas. 10 kwietnia rozegrano strzelanie z pistoletu wojskowego z 25 metrów, w którym zdecydowanie najlepsi okazali się amerykańscy bracia John i Sumner Paine. Był to również pierwszy przypadek na igrzyskach, kiedy to rodzeństwo zajęło dwie czołowe pozycje. Bracia postanowili, że w kolejnej konkurencji wystartuje tylko jeden z rodzeństwa, gdyż nie chcieli oni zawstydzić gospodarzy. Tak też się stało i w pistolecie dowolnym z 30 metrów (rozegranym następnego dnia) wystartował Sumner Paine i zwyciężył z wyraźną przewagą nad innymi zawodnikami.
Również 11 kwietnia rozegrano konkurencję: pistolet szybkostrzelny, 25 metrów. Najlepszy okazał się Grek Joanis Frangudis, który wyprzedził swojego rodaka Jeorjosa Orfanidisa. W konkurencji tej mieli też wystąpić bracia Paine, jednak przed startem okazało się, że mają pistolety niewłaściwego kalibru. Grecy zaoferowali Amerykanom ich własne bronie, jednak bracia odmówili i ostatecznie nie wzięli udziału. Eliminacje do ostatniej konkurencji rozegrano tego samego dnia (karabin wojskowy, trzy postawy, 300 metrów), w tym samym dniu rozpoczęto też finał, jednak z powodu nastających ciemności przeniesiono go na kolejny dzień. Ponownie najlepsi okazali się Grecy, tym razem Orfanidis wyprzedził Frangudisa.

### Szermierka
Trzy konkurencje w szermierce rozegrano 7 oraz 9 kwietnia w Zappeionie, który został oddany do użytku w 1888 roku jako sala wystawowa. Nazwana została na cześć Ewangelosa Zapasa, fundatora budynku, jednego z pierwszych pomysłodawców nowożytnej idei olimpijskiej. Była to jedyna dyscyplina, gdzie mogli startować zawodowcy; przewidziano dla nich jednak osobną konkurencję.
Zaplanowano cztery konkurencje, jednak z nieznanych przyczyn zawody w szpadzie odwołano. Dwie konkurencje rozegrano 7 kwietnia. W finale floretu amatorów zmierzyli się dwaj Francuzi: Eugène-Henri Gravelotte i Henri Callot. Walka zakończyła się zwycięstwem Gravelotte'a 3:2. Rozegrano też drugą konkurencję, która jako jedyna na igrzyskach została przeznaczona dla zawodowców (floret). Do zawodów zgłosili się jedynie dwaj zawodnicy: Leonidas Pirgos z Grecji i Jean Maurice Perronet z Francji. Pojedynek zakończył się wynikiem 3:1 dla Greka, który został tym samym pierwszym od czasów starożytnych mistrzem olimpijskim z Grecji.
9 kwietnia rozegrano zawody w szabli, w której zwyciężył reprezentant gospodarzy Joanis Jeorjadis, który okazał się lepszy od Tilemachosa Karakalosa.

### Tenis
Zawody tenisowe rozgrywano w dniach 8-11 kwietnia na kortach Ateńskiego Klubu Tenisowego. Nieliczne spotkania rozegrano również wewnątrz Neon Phaliron Velodrome (na którym odbywały się też zawody kolarskie). Pomimo iż tenis był wówczas jednym z najpopularniejszych sportów, w zawodach nie uczestniczyło wielu najlepszych tenisistów świata.
W zawodach singlowych wystąpiło 13 zawodników reprezentujących sześć krajów. W finale turnieju John Pius Boland wygrał wysoko z Grekiem Dimitriosem Kasdaglisem 6:2, 6:2 i to on został mistrzem olimpijskim. W turnieju deblowym wystąpiło pięć par. W finale zwyciężył debel Boland/Traun, który pokonał parę Kasdaglis/Petrokokinos (5:7, 6:3, 6:3).

### Zapasy
W zapasach rozegrano tylko jedną konkurencję (rozegrano ją 10 i 11 kwietnia), w której wystąpiło jedynie pięciu zawodników (z czterech krajów). Były to zawody w stylu klasycznym bez podziału na kategorie wagowe (choć dozwolone były niektóre chwyty poniżej pasa). Pojedynki rozgrywano na głównym stadionie igrzysk, a dokładniej w piaszczystym okręgu zlokalizowanym przy końcu boiska. Nie było limitów czasowych, zawodnicy walczyli do momentu, w którym jeden z nich znajdzie się na piasku lub nie będzie mógł kontynuować walki.
Oprócz dwóch greckich zawodników, pozostali startowali już w innych dyscyplinach. Mistrz olimpijski w podnoszeniu ciężarów, Launceston Elliot, zmierzył się z mistrzem olimpijskim w gimnastyce, Carlem Schuhmannem. Schuhmann wygrał i awansował do finału (w półfinale miał wolny los). Spotkał się w nim z Grekiem Jeorjosem Tsitasem, który pokonał wcześniej swojego rodaka Stefanosa Christopulosa. Wyrównana walka finałowa pomiędzy Tsitasem i Schuhmannem została przerwana po 40 minutach z powodu zapadającego zmroku. Mecz przełożono na 9:00 w dniu następnym, choć Schuhmann protestował i twierdził, że w ciągu kilku minut pokonałby Greka. Po wznowieniu walki Schuhmannowi wystarczyło około 15 minut, aby pokonać Tsitasa.

## Ceremonia zamknięcia
Rano, w niedzielę 12 kwietnia, król Jerzy zaprosił wszystkich sportowców i działaczy na bankiet (stało się to jeszcze przed zakończeniem zawodów). Wygłosił na nim mowę, w której stwierdził, że Ateny mogłyby organizować kolejne igrzyska regularnie.
Oficjalna ceremonia zamknięcia igrzysk odbyła się w środę, 15 kwietnia 1896, na Stadionie Panateńskim. Początkowo planowano ją na 14 kwietnia, jednak plany organizatorów pokrzyżował silny wiatr i deszcz. Uroczystości zamknięcia olimpiady, podobnie jak w przypadku otwarcia, przewodniczyła rodzina królewska. Ceremonię rozpoczęto od odegrania hymnu Grecji. Następnie student Oxfordu, Brytyjczyk George Stuart Robertson, uczestnik zawodów w lekkoatletyce i turnieju tenisowego, wystąpił, by wyrecytować długi wiersz, inspirowany odami Pindara ku czci starożytnych zwycięzców olimpijskich. Publiczność nie zrozumiała utworu, napisanego w języku starogreckim i wymówionego według zasad opracowanych przez Erazma z Rotterdamu; Grecy na co dzień posługiwali się językiem nowogreckim. Nawet nieliczni erudyci władający językiem starogreckim posługiwali się wymową bizantyńską, zrozumieć mówcę mogli jedynie nieliczni studenci uniwersytetów zachodnioeuropejskich. Mimo to wystąpienie Robertsona spotkało się z aplauzem, a w czasie ceremonii rozdania nagród król wezwał go do siebie i wręczył mu wieniec laurowy oraz spinkę do krawata.
Rozdanie nagród miało miejsce po recytacji wiersza. Nagrody otrzymywali zdobywcy pierwszych dwóch miejsc w każdej dyscyplinie. Za pierwsze miejsce przyznawano srebrny medal, gałązkę oliwną i dyplom, za drugie miedziany medal, gałązkę wawrzynu i dyplom, za trzecie miejsce nie przyznawano medalu. Zawodnicy z trzecich miejsc i niższych otrzymywali jednak pamiątkowe medale. Niektórzy sportowcy zostali szczególnie wyróżnieni: Robert Garrett otrzymał od księcia Konstantyna srebrny puchar za swój występ w konkursie rzutu dyskiem, analogiczną nagrodę z rąk Michela Bréala otrzymał Spiridon Luis, zwycięzca biegu maratońskiego. Ten sam zawodnik otrzymał od kolekcjonera Joanisa Lambrosa szczególny dar – antyczną wazę, którą następnie przekazał do narodowego muzeum archeologicznego w Atenach.

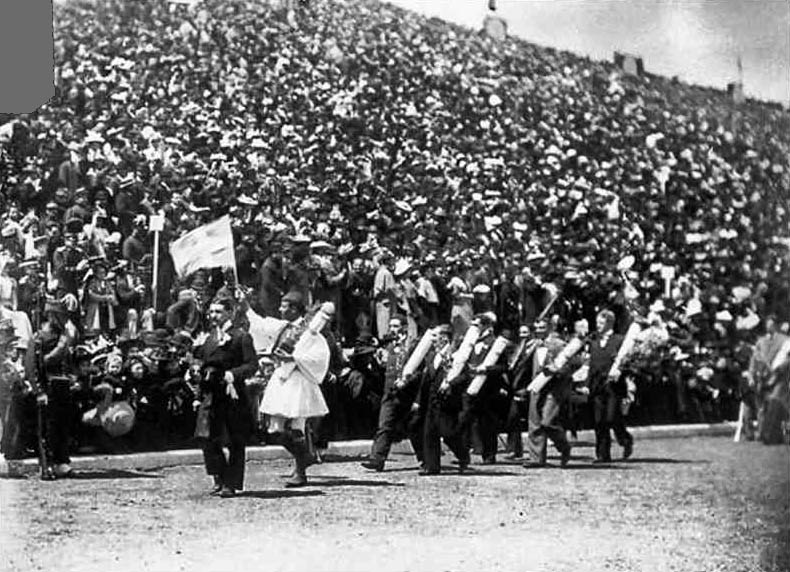
Parada zwycięzców podczas ceremonii zamknięcia igrzysk. Pierwszy idzie Konstandinos Manos, za nim zwycięzca maratonu Spiridon Luis.

Jako pierwsi nagrody odebrali Tom Burke, Teddy Flack, Thomas Curtis i Spiridon Luis, którego pojawienie się na stadionie spotkało się ze szczególnie entuzjastyczną reakcją widowni. Wszyscy zwycięzcy wykonali następnie rundę honorową, prowadzoną przez młodego greckiego poetę Konstandinosa Manosa, członka straży pilnującej porządku na stadionie. W tym czasie wykonywany był napisany specjalnie na tę okazję hymn pt. „Zwyciężyliśmy” (Νενικήκαμεν, Nenikikamen), którego autorem był kierownik ateńskiej orkiestry garnizonowej. Na czele grupy sportowców szedł zwycięzca maratonu, niosąc flagę grecką, bukiet kwiatów i parasol, które otrzymał w prezencie od wielbicielki. Za nim w pochodzie maszerowali Amerykanie, Węgrzy i inni zwycięzcy. Formalnie zakończyły igrzyska słowa Jerzego I: „Ogłaszam, że pierwsze międzynarodowe igrzyska olimpijskie zostały zamknięte”. Następnie opuścił on stadion, tłum wiwatował a hymn odegrano ponownie.
Wielu sportowców popierało ideę zorganizowania w Atenach także kolejnej olimpiady. Grupa amerykańskich lekkoatletów podpisała się pod skierowanym do księcia Konstantyna listem w tej sprawie. Zdecydowanie przeciwny takiej koncepcji był natomiast Pierre de Coubertin, który chciał, by organizatorem olimpiady każdorazowo było inne państwo, a także by kolejne igrzyska odbyły się w Paryżu. Zgodnie z jego życzeniem drugie igrzyska miały miejsce w stolicy Francji, choć były w cieniu organizowanej w tym samym czasie Wystawy Światowej.

## Klasyfikacja medalowa
Dziesięć z czternastu uczestniczących krajów zdobyło medale w Atenach, ponadto trzy medale zdobyła drużyna mieszana, czyli drużyny zawodników z różnych krajów (wszystkie w tenisowym deblu). Najwięcej złotych medali zdobyli Amerykanie (11) i to oni zwyciężyli w klasyfikacji medalowej (łącznie uzyskali 20), z kolei gospodarze zdobyli najwięcej srebrnych i brązowych medali (17 i 19) oraz najwięcej medali łącznie (46), uzyskali jednak 10 złotych medali i zajęli drugie miejsce w klasyfikacji. Trzeci byli Niemcy.
Na pierwszych igrzyskach medale zdobywali jednak tylko zawodnicy z pierwszego i drugiego miejsca; otrzymywali oni odpowiednio srebrne i brązowe (miedziane) medale, nie było wówczas złotych. Dopiero w późniejszych latach MKOL przyznał mocą wsteczną medale w kolorach złotym, srebrnym i brązowym.
| Lp.                                | Państwo                 | Złoto | Srebro | Brąz | Razem |
| ---------------------------------- | ----------------------- | ----- | ------ | ---- | ----- |
| 1                                  | Stany Zjednoczone (USA) | 11    | 7      | 2    | 20    |
| 2                                  | Grecja (GRE)            | 10    | 17     | 19   | 46    |
| 3                                  | Niemcy (GER)            | 6     | 5      | 2    | 13    |
| 4                                  | Francja (FRA)           | 5     | 4      | 2    | 11    |
| 5                                  | Wielka Brytania (GBR)   | 2     | 3      | 2    | 7     |
| 6                                  | Węgry (HUN)             | 2     | 1      | 3    | 6     |
| 7                                  | Austria (AUT)           | 2     | 1      | 2    | 5     |
| 8                                  | Australia (AUS)         | 2     | 0      | 0    | 2     |
| 9                                  | Dania (DEN)             | 1     | 2      | 3    | 6     |
| 10                                 | Szwajcaria (SUI)        | 1     | 2      | 0    | 3     |
| 11                                 | Drużyna mieszana (ZZX)  | 1     | 1      | 1    | 3     |
| Zobacz pełną klasyfikację medalową |                         |       |        |      |       |

## Okoliczności rozegrania zawodów

### Kontekst polityczny
Podczas kongresu olimpijskiego w 1894 podkreślano internacjonalistyczny wymiar idei olimpijskiej, podkreślano jej związki z dziedzictwem oświecenia i z pragnieniem, by ponownie odkryć dorobek Grecji starożytnej. Pozwoliło to na pewien czas ukryć nacjonalistyczny kontekst (koniec XIX w. był okresem wielkiego rozwoju ruchów narodowych), który jednak szybko się uwidocznił, gdyż w Grecji sprawę organizacji igrzysk szybko powiązano ze sprawą narodową. Niepodległe państwo greckie od początku istnienia pozostawało w trudnych relacjach z Imperium Osmańskim. Wyraźne były również spory między ludnością Grecji a królem. Głównym kierunkiem polityki krajowej było zatem budowanie uczucia jedności narodowej, na wspólnym terytorium i w opozycji do Turków, towarzyszyło mu dążenie do powiększenia terytorium Grecji drogą zbrojną (Wielka Idea).
Obok wrogości grecko-tureckiej widoczna była rywalizacja francusko-niemiecka, której apogeum była wojna z lat 1870-1871. Niemcy nie miały swoich przedstawicieli na kongresie olimpijskim w 1894 i zadeklarowały udział w igrzyskach dopiero wtedy, gdy Pierre de Coubertin publicznie zaprzeczył, jakoby udział sportowców francuskich miał być uzależniony od absencji Niemców. Z powodów patriotycznych w olimpiadzie nie uczestniczyli francuscy gimnastycy.

### Media
Olimpiada przyciągnęła uwagę mediów europejskich. Największe gazety wysłały do Aten swoich reporterów; na igrzyskach obecnych było ok. 30–40 dziennikarzy, w tym ośmiu fotoreporterów z akredytacjami. Z okazji igrzysk we Włoszech powstało pismo La Gazzetta dello Sport, poświęcone w całości tematyce sportowej. Wśród dziennikarzy było wielu Francuzów (Gustave de Lafreté i Frantz Reichel z dziennika sportowego „Le Vélo”, Hugo Perron z „Le Figaro” oraz Charles Maurras z „La Gazette de France”). Liczna grupa francuskich dziennikarzy nie zmieniła faktu, że prasa paryska niespecjalizująca się w sporcie nie poświęciła olimpiadzie zbyt wiele miejsca. Reporterem z Aten dla „The Times” był James David Bourchier, włoska „Opinion Liberale” wysłała na igrzyska Emmanuela de Pudaliego. Bardzo widoczni byli dziennikarze greccy, którzy zgodnie opisywali olimpiadę jako sukces.

### Sztuka
W ciągu dziesięciu dni igrzysk zawodom towarzyszyły imprezy artystyczne. Z okazji olimpiady całe Ateny były iluminowane, miały miejsce parady z pochodniami, koncerty i przyjęcia. Wystawiono również antyczne tragedie, m.in. Antygonę i Medeę.

### Kultura popularna
W 1984 powstał amerykański historyczny serial telewizyjny Pierwsza olimpiada, Ateny 1896, wyreżyserowany przez Alvina Rakoffa. W postać Pierre’a de Coubertina wcielił się Louis Jourdan. Serial otrzymał w tym samym roku Nagrodę Emmy za najlepszą muzykę dramatyczną, której autorem był Bruce Broughton.